# Bulangan Barat
Bulangan Barat is een bestuurslaag in het regentschap Pamekasan van de provincie Oost-Java, Indonesië. Bulangan Barat telt 2540 inwoners (volkstelling 2010).